# Communauté de communes du Sombernonnais et de la vallée de l'Ouche
La communauté de communes du Sombernonnais et de la vallée de l'Ouche est une structure intercommunale française de la Côte-d'Or.

## Pour approfondir